# Claudio Pelosi
Claudio Pelosi (Cantù, 24 maggio 1966) è un allenatore di calcio ed ex calciatore italiano, di ruolo attaccante.

## Carriera

### Giocatore
Da giovane gioca con Cremonese, Lucchese e Derthona. Nel 1992-93 gioca con il Catania in Serie C1, al fianco di Loriano Cipriani e Orazio Russo.
Rimasto svincolato a causa della radiazione della squadra rossazzurra, passa prima all'Empoli, poi nel 1995-96 è al Frosinone, con cui partecipa ai play-off per la promozione dalla Serie C2.
Gira ancora varie squadre (Ternana, Ascoli, Pistoiese), nel 2001-2002 gioca 23 partite (con 7 reti) nel Grosseto, in Serie D e lascia l'Italia.
Gioca con l'Adelaide City, squadra della A-League australiana.
Rientrato in Italia, passa da Rovigo e Lavagnese e nel 2005-2006 torna nella squadra della sua città, il Cantù, in Eccellenza, dopo aver portato la squadra del Cantù Calcio in Serie D, si ritira, e viene premiato per la sua notevole carriera calcistica. Chiuderà definitivamente con il calcio giocato dopo aver vinto tre titoli provinciali del campionato Csi con la formazione del San Michele Cantù.

### Allenatore
È stato allenatore in seconda della prima squadra del Cantù e responsabile tecnico del settore giovanile. È stato vice allenatore della Rappresentativa B al XXX Torneo Nazionale Giovanile Serie D.
È stato ingaggiato come allenatore della squadra Berretti del Renate Calcio per la stagione 2012-2013.

## Palmarès

### Giocatore

#### Competizioni nazionali
- Serie C2: 1

Ternana: 1996-1997